# Brungumpad tapakul
Brungumpad tapakul (Scytalopus latebricola) är en fågel i familjen tapakuler inom ordningen tättingar.

## Utseende och läte
Brungumpad tapakul är en medelstor (13 cm) medlem av familjen med brungrått på rygg, vingar och stjärt. Den är gulbrun på övergump och övre stjärttäckare är gulbrun, ljusgrå på haka och buk och bjärt rostbrun med svartaktiga tvärband på flankerna och nedre delen av buken. Hanens sång består av en lång serie med enstaka toner följt av en snabb drill. Lätet är nasalt och diskant.

## Utbredning och systematik
Fågeln förekommer i Sierra Nevada de Santa Marta (nordöstra Colombia). Den behandlas som monotypisk, det vill säga att den inte delas in i några underarter.

## Status
Brungumpad tapakul har ett stabilt bestånd, men utbredningsområdet är mycket begränsat. IUCN kategoriserar därför arten som nära hotad.